# Fun Lovin' Criminals
I Fun Lovin' Criminals (spesso chiamati anche con l'acronimo FLC) sono un gruppo musicale statunitense, formatosi a New York nel 1993.
La loro musica è eclettica; spaziata in diversi generi come l'hip hop, il rock, il blues e il jazz. Le canzoni sono pregne della vita di città: spesso nei propri testi citano New York. Si occupano di temi come il crimine organizzato, droghe, violenza, povertà e politica. Le loro canzoni sono molto spesso a sfondo umoristico o satirico. Diventati una band di culto negli Stati Uniti, il gruppo ha avuto un grande seguito internazionale alla fine degli anni novanta, principalmente in Europa del Nord. Uno dei loro singoli di maggior successo è stato Scooby Snacks del 1995.
Nel 2025 presentano il nuovo album in studio "A Matter Of Time", a 25 anni di distanza dal precedente. Ne segue un lungo tour con molte date nelle principali città d'Europa tra cui Milano.

## Formazione
Attuale
- Naim Cortazzi - voce, chitarra
- Brian Leiser - basso, tastiere, armonica, tromba
- Frank Benbini - batteria

Ex membri
- Steve Borgovini - batteria (1993-1999)
- Maxwell Jayson - batteria (1999-2003)
- Huey Morgan - voce, chitarra (1993-2021)

## Discografia
Album in studio
- 1996 - Come Find Yourself
- 1998 - 100% Colombian
- 2001 - Loco
- 2003 - Welcome to Poppy's
- 2005 - Livin' in the City
- 2010 - Classic Fantastic
- 2025 - A Matter Of Time

Raccolte
- 1999 - Mimosa
- 2002 - Bag of Hits
- 2003 - Scooby Snacks: The Collection
- 2004 - A's, B's and Rarities
- 2005 - The Ultra Selection
- 2011 - Fun, Live and Criminal
- 2012 - Essential

EP
- 1995 - Fun Lovin' Criminals